# Rochelia laxa
Rochelia laxa är en strävbladig växtart som beskrevs av Ivan Murray Johnston. Rochelia laxa ingår i släktet Rochelia och familjen strävbladiga växter. Inga underarter finns listade i Catalogue of Life.